# الاتحاد السويسري القديم
الاتحاد السويسري القديم (بالألمانية: Alte Eidgenossenschaft) وبعد الإصلاح (بالفرنسية: République des Suisses)‏ أو "الجمهورية السويسرية") وهو اتحاد سلف للاتحاد السويسري الحديث.